# Deutsche Bromelien-Gesellschaft
Die Deutsche Bromelien-Gesellschaft e.V., abgekürzt DBG, ist eine eingetragene Pflanzengesellschaft, die sich die Kultur, Erforschung und den Schutz der Pflanzenfamilie der Bromeliengewächse (Bromeliaceae) zum Ziel gemacht hat. Die Geschäftsstelle ist in Markkleeberg und der Verein wurde 1970 gegründet.
Die DBG hat 370 Mitglieder, davon 37 Institutionen (Stand November 2011), schwerpunktmäßig aus dem deutschsprachigen Raum, darunter neben Privatpersonen auch Institute und Botanische Gärten aus aller Welt. Sie veröffentlicht unter anderem die dreimal jährlich erscheinende Schrift Die Bromelie mit Inhalten über Bromelien von teils wissenschaftlichem Anspruch und tritt als Gastgeberin nationaler Tagungen und Versammlungen in Erscheinung. 